# Беркета Ольга Петрівна
Ольга Петрівна Беркета (нар. 23 червня 1921, село Гаї, Польща, тепер Львівського району Львівської області — ?) — українська радянська діячка, новатор сільськогосподарського виробництва, ланкова, заступник голови колгоспу «Перемога» села Балучин Краснянського району Львівської області. Депутат Львівської обласної ради. Депутат Верховної Ради УРСР 3-го скликання.

## Життєпис
Народилася в родині селянина-бідняка Петра Вільшанецького. З восьмирічного віку працювала у наймах в поміщиків та багатих селян. З 1935 року проживала в селі Русилів. Під час німецько-радянської війни працювала у власному сільському господарстві, чоловік, Іван Беркета, загинув на війні.
З 1945 року — ланкова колгоспу імені Івана Франка села Русилів Краснянського району Львівської області. У 1946 році ланка Ольги Беркети зібрала по 487 центнерів цукрових буряків з гектара, а у 1947 році — 509 центнерів цукрових буряків з гектара. Обиралася заступником голови колгоспу імені Івана Франка села Русилів.
З 1950 року — заступник голови укрупненого колгоспу «Перемога» села Балучин Краснянського району Львівської області. Пізніше працювала свинаркою колгоспу «Перемога» села Балучин Львівської області.
Потім — на пенсії в селі Балучин Буського району Львівської області.

## Нагороди
- орден Леніна (1947)
- орден «Знак Пошани» (26.02.1958)
- медалі